# The Next Right Thing
The Next Right Thing은 2019년 디즈니 애니메이션 영화 겨울왕국 2의 노래이다. 안나 역을 맡은 크리스틴 벨이 노래를 불렀고 음악과 가사는 크리스틴 앤더슨로페즈와 로버트 로페즈가 썼다. 이 노래는 안나가 우울함에 빠지는 이야기를 다룬다. 이 노래는 메시지와 의미 면에서 평론가들로부터 좋은 평가를 받았으며 키드 디지털 송스 차트에서 7위로 정점을 찍었다.
한국어 버전은 박지윤이 불렀으며 한국어 곡의 제목은 "해야 할 일"이다.

## 인증
| 국가                               | 인증    | 판매량/출하량 |
| ---------------------------------- | ------- | ------------- |
| 미국 (RIAA)                        | 1× 골드 | 500,000       |
| 판매량+스트리밍을 기반으로 한 인증 |         |               |